# Dvärgsalangan
Dvärgsalangan (Collocalia troglodytes) är en fågel i familjen seglare. Den förekommer i Filippinerna.

## Utseende och läte
Dvärgsalanganen är som namnet avslöjar en mycket liten salangan med en kroppslängd på endast 9 cm. Ovansidan är svart med en prydligt avgränsad vit övergump. Undersidan är fläckad med brun strupe, vitaktig buk och mörka undre stjärttäckare. Stjärten är tvärt avskuren. Den skiljer sig från grågumpad salangan genom det helvita, ej fläckigt gråvita, bandet över övergumpen. Lätet återges som korta och gutturala "chrip". Inne i grottorna där den häckar använder den ekolokalisering genom mycket diskanta parvisa klickande ljud.

## Utbredning och systematik
Fågeln förekommer i Filippinerna utom Suluöarna. Den behandlas som monotypisk, det vill säga att den inte delas in i några underarter.

## Levnadssätt
Arten hittas i låglänta områden, oftast i smågrupper över skog och vattendrag. Den häckar inne i grottor, på Mindanao i maj och juli, på Bohol och Negros i april och på Luzon har ungar hittats i bon i september. Boet är en halv skål av vegetabiliskt material sammanfogat av hård, vit och genomskinlig saliv.

## Status och hot
Arten har ett stort utbredningsområde och en stor population, men tros minska i antal, dock inte tillräckligt kraftigt för att den ska betraktas som hotad. Internationella naturvårdsunionen IUCN listar därför arten som livskraftig (LC).